# Slobodan Šnajder
Slobodan Šnajder  est un auteur dramatique yougoslave puis croate né le 8 juillet 1948  à Zagreb.
Il compte une trentaine de pièces à son actif. Il a été jusqu'en 2004 directeur du Théâtre de la Jeunesse à Zagreb.

## Œuvres traduites en français[1]
- La Dépouille du serpent (1994), traduit du croate par Mireille Robin Paris, L'Espace d'un instant, Paris, 2002,  (ISBN 2-9516638-6-2)
- Le Faust croate (1982), traduit du croate par Mireille Robin, L'Espace d'un instant, Paris, 2005,  (ISBN 2-915037-17-5)
- Le Cinquième Évangile (2003), traduit du croate par Ubavka Zarić avec la collaboration de Michel Bataillon, L'Espace d'un instant, Paris, 2012,  (ISBN 978-2-915037-66-1)
- L'encyclopedie du temps perdu (2008), traduit du croate par Mireille Robin et Karine Samardžija, L'espace d'un instant, Paris, 2016,  (ISBN 978-2915037869)
- Kamov, thanatographie (1978) traduit du croate par Nicolas Raljevic, Prozor edition, Paris, 2019,  (ISBN 978-2-9558962-7-3)
- La Réparation du monde, Liana Lévi, 2021.